# Níhov
Níhov är en ort i Tjeckien.   Den ligger i distriktet Okres Brno-Venkov och regionen Södra Mähren, i den sydöstra delen av landet, 160 km sydost om huvudstaden Prag. Níhov ligger 472 meter över havet och antalet invånare är 196.
Terrängen runt Níhov är platt åt sydväst, men åt nordost är den kuperad. Terrängen runt Níhov sluttar österut. Runt Níhov är det ganska tätbefolkat, med 90 invånare per kvadratkilometer. Närmaste större samhälle är Velká Bíteš, 6,3 km söder om Níhov. I omgivningarna runt Níhov växer i huvudsak blandskog.